# Castel San Lorenzo
Castel San Lorenzo – miejscowość i gmina we Włoszech, w regionie Kampania, w prowincji Salerno.
Według danych na rok 2004 gminę zamieszkiwały 3034 osoby, 216,7 os./km².